# Polyzonus siamensis
Polyzonus siamensis är en skalbaggsart som beskrevs av Cenek Podany 1980. Polyzonus siamensis ingår i släktet Polyzonus och familjen långhorningar. Inga underarter finns listade i Catalogue of Life.